# Diary of a Camper
Diary of a Camper é um filme estadunidense de 1996 desenvolvido pela id Software que narra a história de uma personagem de jogo eletrônico de tiro em primeira pessoa, distribuído sob o título de Quake. O curta-metragem é considerado como o primeiro trabalho publicado e atribuído à Machinima.